# Konst'ant'ine Marjanishvili
Konst'ant'ine Marjanishvili, detto Kot'e (in georgiano კონსტანტინე მარჯანიშვილი?; in russo Константин Александрович Марджанов/Марджанишвили?, Konstantin Aleksandrovič Mardžanov/Mardžanišvili; Q'vareli, 18 marzo 1872 – Mosca, 17 aprile 1933), è stato un attore, regista teatrale e regista cinematografico georgiano, considerato uno dei pionieri del teatro sovietico e uno dei riformatori del teatro georgiano.

## Biografia

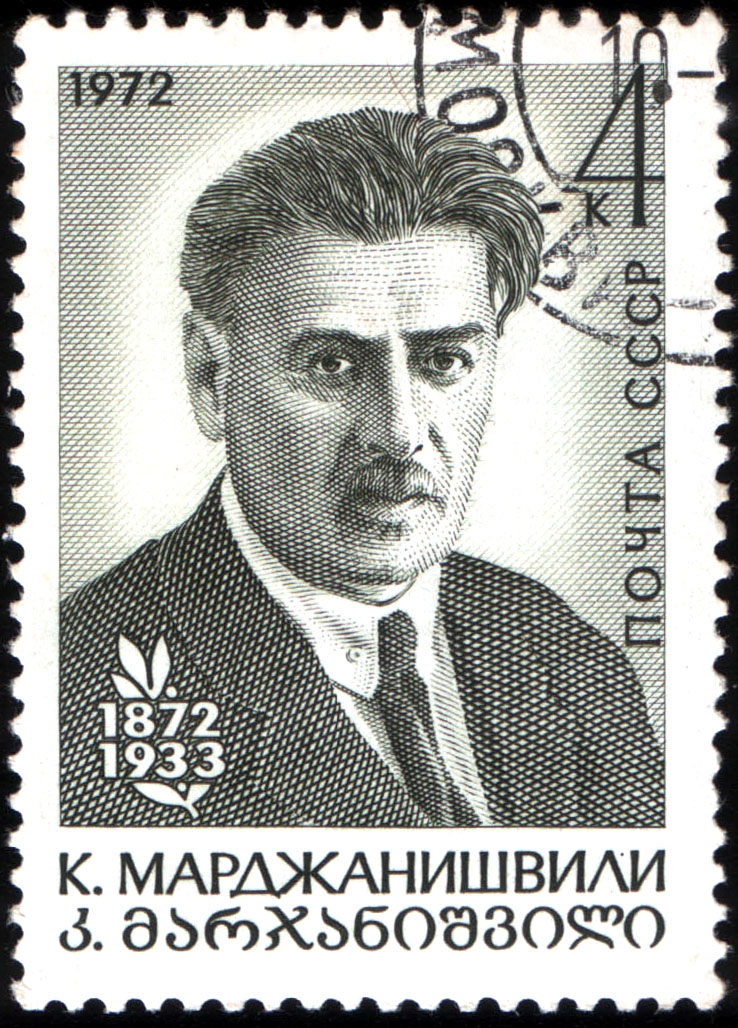
Francobollo sovietico del 1972 dedicato al centenario della nascita di Marjanishvili

Marjanishvili e Dodo Antadze, suo allievo (1931)

Compagnia teatrale Rustaveli diretta da Marjanishvili; foto scattata a Borjomi.

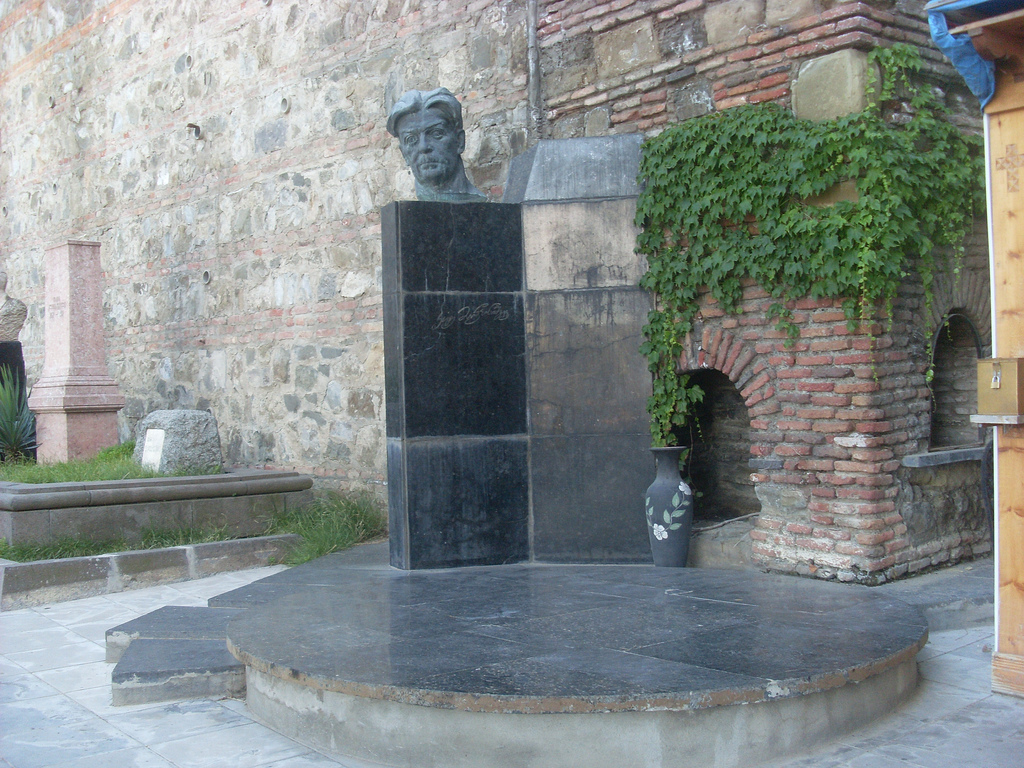
Tomba di Marjanishvili al Mtatsminda Pantheon.

Konst'ant'ine Marjanishvili nacque in una famiglia numerosa della Georgia.
Si avvicinò alla recitazione all'età di tredici anni, dapprima a Kutaisi e poi a Tbilisi.
Nel 1906 Marjanishvili si trasferì in Russia dove divenne membro di numerose compagnie teatrali della provincia, evidenziando regie contraddistinte da simbolismi e naturalismi, fino all'incontro a Mosca con il regista e teorico del teatro Konstantin Sergeevič Stanislavskij, che influenzò notevolmente l'attività successiva di Marjanishvili, come la fondazione del Teatro Libero moscovita, nel 1913, derivato dal Teatro d'Arte, e caratterizzatosi per la presenza di attori drammatici e di operetta, di cantanti, di ballerini, che fu definito dal regista e critico teatrale Aleksandr Jakovlevič Tairov «originale torre di Babilonia».
Nel 1914 a Kiev Marjanishvili ebbe i suoi primi contatti con il mondo del cinema, che però non si concretizzarono,invece assunse la direzione dei teatri della città.
Successivamente assunse la direzione del Teatro dell'Opera Comica di San Pietroburgo, dove rappresentò opere di Jacinto Benavente, Tirso de Molina, Wolfgang Amadeus Mozart e Gaetano Donizetti, interpretandole secondo la sua teoria del "teatro sintetico", costituito dall'unione di più generi rappresentativi. Anche l'attore ideale, secondo Marjanishvili, doveva rispettare la regola del "sintetico", ossia dimostrarsi capace sia nella recitazione drammatica, sia nel ballo, nel canto, nelle acrobazie, secondo un modello che in futuro fu seguito da altri, tra cui Tairov.
Nel 1922 Marjanishvili ritornò in Georgia, dove si unì alla compagnia del Teatro Rustaveli di Tbilisi ed esordì nel cinema due anni dopo con Before the Hurricane, su una sceneggiatura dello scrittore georgiano-sovietico Shasha Dadiani, incentrata sulle lotte dei bolscevichi georgiani.
Nel 1926 la satira Saminishvili Stepmother, tratta da un dramma dello scrittore e poeta georgiano-sovietico Sergo Kldiashvili, descrisse la vita dei contadini in epoca pre-rivoluzionaria, evidenziandone i difetti.
Successivamente Marjanishvili approfondì tecniche di ripresa cinematografica d'avanguardia, utilizzò attori non professionisti nelle sue opere e si dimostrò influenzato dallo stile rivoluzionario di Sergej Michajlovič Ėjzenštejn.
Nel 1927 adattò la novella Amok dello scrittore e drammaturgo austriaco Stefan Zweig, basata sui conflitti interiori di una donna incinta.
Le tematiche principali delle opere di Marjanishvili risultarono quelle marxiste, dalla esaltazione della Comune di Parigi, alle critiche nei riguardi della società occidentale,ma nonostante questo venne denunciato per "attività antisovietica".
Nel 1928 Marjanishvili fondò il teatro drammatico a Kutaisi, trasferitosi in seguito a Tbilisi.
Marjanishvili morì per cause naturali a Mosca il 17 aprile 1933.

## Filmografia principale

### Regista
- Qarishkhlis tsin (1925);
- Samanishvilis dedinatsvali (1926);
- Amoki (1927);
- Gogi ratiani (1927);
- Krazana (1928);
- Comunaris tchibukhi (1929).